# Dürrhof (Rieneck)
Dürrhof ist ein Gemeindeteil der Stadt Rieneck im unterfränkischen Landkreis Main-Spessart in Bayern. Dürrhof liegt in der Gemarkung Rieneck.

## Geographische Lage
Der ehemalige Gutshof ist mittlerweile als Haus Nr. 3 und 4 der Burgsinner Straße (=Staatsstraße 2303) aufgegangen. Diese führt entlang der Sinn nach Schaippach (2,6 km südöstlich) bzw. nach Burgsinn (5,5 km nördlich). Der Gutshof liegt im Sinngrund.

## Geschichte
Mit dem Gemeindeedikt (frühes 19. Jahrhundert) wurde Dürrhof der neu gebildeten Ruralgemeinde Rieneck zugewiesen.